# اوگو دسکا
اوگو دسکا (فرانسوی: Hugo Descat‎؛ زادهٔ ۱۶ اوت ۱۹۹۲) بازیکن هندبال اهل فرانسه است.